# Arif Erdem
Arif Erdem, född 2 januari 1972 i Istanbul, är en före detta turkisk fotbollsspelare. Under 14 år i Galatasaray vann han Süper Lig sju gånger, turkiska cupen fem gånger samt UEFA-cupen 2000. Han fanns även med i det turkiska landslag som vann bronset i VM 2002.

## Klubbkarriär
Erdem spelade för Zeytinburnuspor innan han skrev på sitt första proffskontrakt med Galatasaray 1 juni 1991. Under första säsongen spelade han 29 matcher med fyra mål som facit. Under sin andra säsong gjorde Erdem bara 18 framträdanden då Galatasaray vann trippeln (Süper Lig, turkiska cupen och turkiska supercupen). Säsongen 1993/1994 var Arif Erdem en bidragande orsak till att Galatasaray åter vann ligan med sina nio ligamål. Efter Galatasarays UEFA-cup vinst 2000 lämnade Erdem för Real Sociedad under sommaren.
Tiden i Real Sociedad blev allt annat än lyckad. Efter månader av skador så lämnade han den Spanien redan efter 6 månader och återvände hem till Galatasaray i november 2000. Erdem gjorde blott två matcher samt ett mål för Real Sociedad. Säsongen 2001/2002 vann Arif Erdem skytteligan i Süper Lig då han vann ligan för sjunde gången med Galatasaray. Han avslutade sin karriär efter att ha vunnit turkiska cupen 2004/2005.

## Landslaget
Arif Erdem gjorde debut för Turkiets U-21-lag 1991. A-lags debuten gjorde han 1994. Under nio års tid gjorde Erdem 60 landskamper och elva mål. Han var med i den trupp som vann bronset i VM 2002.

## Tränarkarriär
Erdem startade sin tränarkarriär i İstanbul BB som assisterande tränare mellan 2006 och 2011 innan han blev huvudansvarig 18 november 2011, då İstanbuls dåvarande tränare Abdullah Avcı tog över Turkiets landslag. Efter säsongen sparkades Arif Erdem och blev ersatt av Carlos Cadvalhal.

## Meriter
Galatasaray
- Süper Lig: 1993, 1994, 1997, 1998, 1999, 2000, 2002
- Turkiska cupen: 1993, 1996, 1999, 2000, 2005
- Turkiska Supercupen: 1993, 1996, 1997
- UEFA-cupen: 2000

Individuellt
- Skyttekung i Süper Lig: 2002 (21 mål)